# 만인에 대한 만인의 투쟁

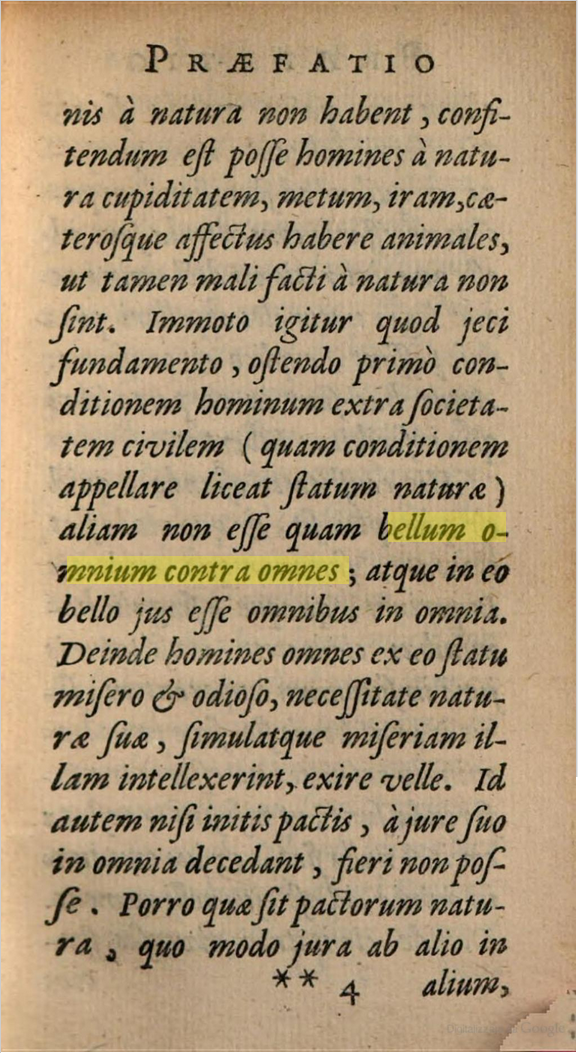

만인에 대한 만인의 투쟁(라틴어: Bellum omnium contra omnes, 영어: The war of all against all)은 토머스 홉스가 자연상태의 인간 존재에 대해 리바이어던에서 사고실험을 행하면서 거기서 도출된 결론을 묘사한 문장이다. (제 13장)
이 사고 실험에서 인민은 사회-이전의 조건에 처해 있다. 홉스는 이러한 상황 하에서 어떤 일이 일어날지에 대해 이론화했다. 홉스에 따르면 인민은 결국 평화를 누리기 위하여 사회계약 상태로 들어가는 것을 선택하며, 심지어 그 과정에서 인민들이 자연상태에서 가졌던 몇 가지 자유를 포기하기에 이른다. 이 사고실험은 사회적 질서를 유지하고 인민 전체를 대표하는 주권의 역할이 국가에 의해 수행되는 것을 합법화하기 위한 실험이었으며, 또한 다른 기초를 통해 수립된 국가와의 비교를 위한 것이기도 하였다.
고등학교에서 배우게 될 때는 이해를 돕기 위한 예시로 급식 시간을 들기도 한다. 통제가 없는 자연 상태에서는 모든 이가 다른 모든 이들보다 빨리 가려 하고, 학생회 등에서 급식 순번제 등 학교에서의 사회계약을 만들면 평화로운 식사 시간을 위해 학생들이 수긍하고 그 규약을 지키기 때문이다. 또, 그 계약을 어기고 일탈 행위를 하는 인민들은 순서를 무시하고 밥을 먹으러 가는 학생들이 있다는 것으로 설명할 수 있다.

## 같이 보기
- 아노미
- 파탄국가